# José López Portillo
För andra betydelser, se José López Portillo (olika betydelser).
José López Portillo y Pacheco, född 16 juni 1920 i Mexico City, död 17 februari 2004 i Mexico City, var en mexikansk politiker (Institutionella revolutionspartiet, PRI) som var landets 68:e president 1976–1982.